# 인차시동로
인차시동로(Maepoeosangcheon-ro)는 충청북도 청주시 상당구 가덕면 인차삼거리에서 문주삼거리를 잇는 47.6km 도로이다.

## 주요 경유지
충청북도
- 청주시 상당구 (가덕면)

## 노선 경로
전 구간 지방도 제509호선에 속하므로 이에 대한 별도 표기는 생략한다.
| 이름       | 접속 노선                        | 소재지 | 소재지 | 소재지 | 비고 |
| ---------- | -------------------------------- | ------ | ------ | ------ | ---- |
| 인차삼거리 | 국도 제25호선 (보청대로)         | 청주시 | 상당구 | 가덕면 |      |
| 수곡삼거리 | 계산은행로                       | 청주시 | 상당구 | 가덕면 |      |
| 문주삼거리 | 국가지원지방도 제32호선 (단재로) | 청주시 | 상당구 | 가덕면 |      |